# Tempesta de sorra a Austràlia de 2009

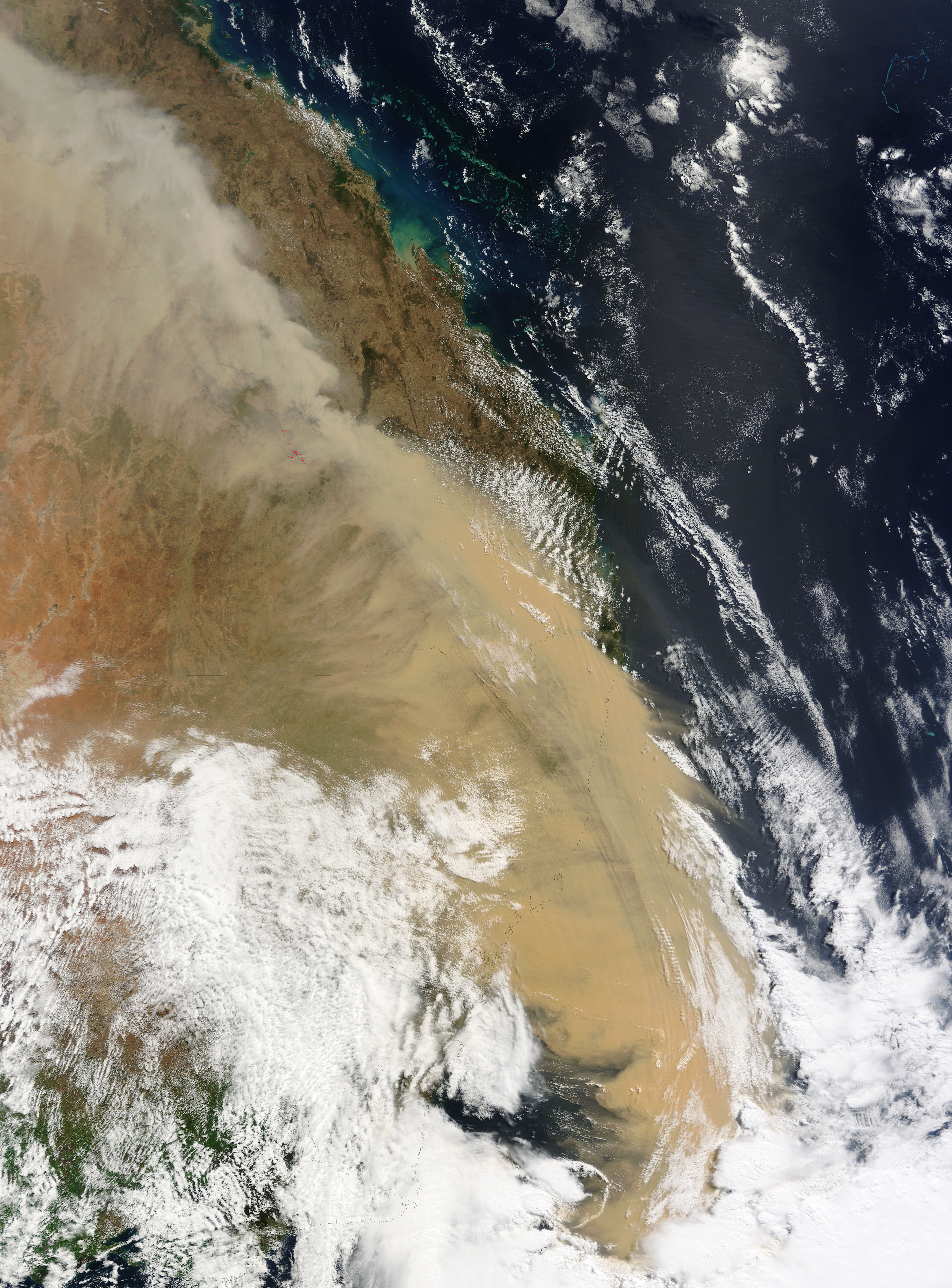
Imatge MODIS per satèl·lit de la tempesta de sorra i pols de l'est d'Austràlia foto del 23 de setembre del 2009

La Tempesta de sorra i pols a Austràlia del 2009 va ocórrer a l'est d'Austràlia el 22 i 23 de setembre de 2009. Canberra, la capital australiana, la va experimentar el dia 22 de setembre. el dia abans havia arribat a ciutats de la costa est com Sydney i Brisbane.
La tempesta de sorra va ser descrita pel Servei meteorològic d'Austràlia com un esdeveniment força increïble que havia estat el pitjor en l'estat de Nova Gal·les del Sud en setanta anys. La tempesta feia més de 500 km d'ample i 1.000 km de llarg i va cobrir dotzenes de poblacions en dos estats australians. Les estimacions apunten que durant el màxim de la tempesta el continent australià perdia 75.000 tones de pols per hora. El color intens (marró i després groc) i la baixada de les temperatures portaven a la comparació amb un "hivern nuclear" o el planeta Mart i molta gent alarmada van trucar a les autoritats per aquesta raó. Segons les autoritats, la causa de la tempesta de sorra i pols va ser una intensa zona de baixes pressions que recollí molta pols de l'interior del continent que és molt àrid. La tempesta de pols i sorra coincidí amb condicions de vent extremades a les ciutats d'Adelaida i Melbourne. Aquestes condicions meteorològiques extremes a Austràlia van tenir un ressò mundial.

## Galeria fotogràfica

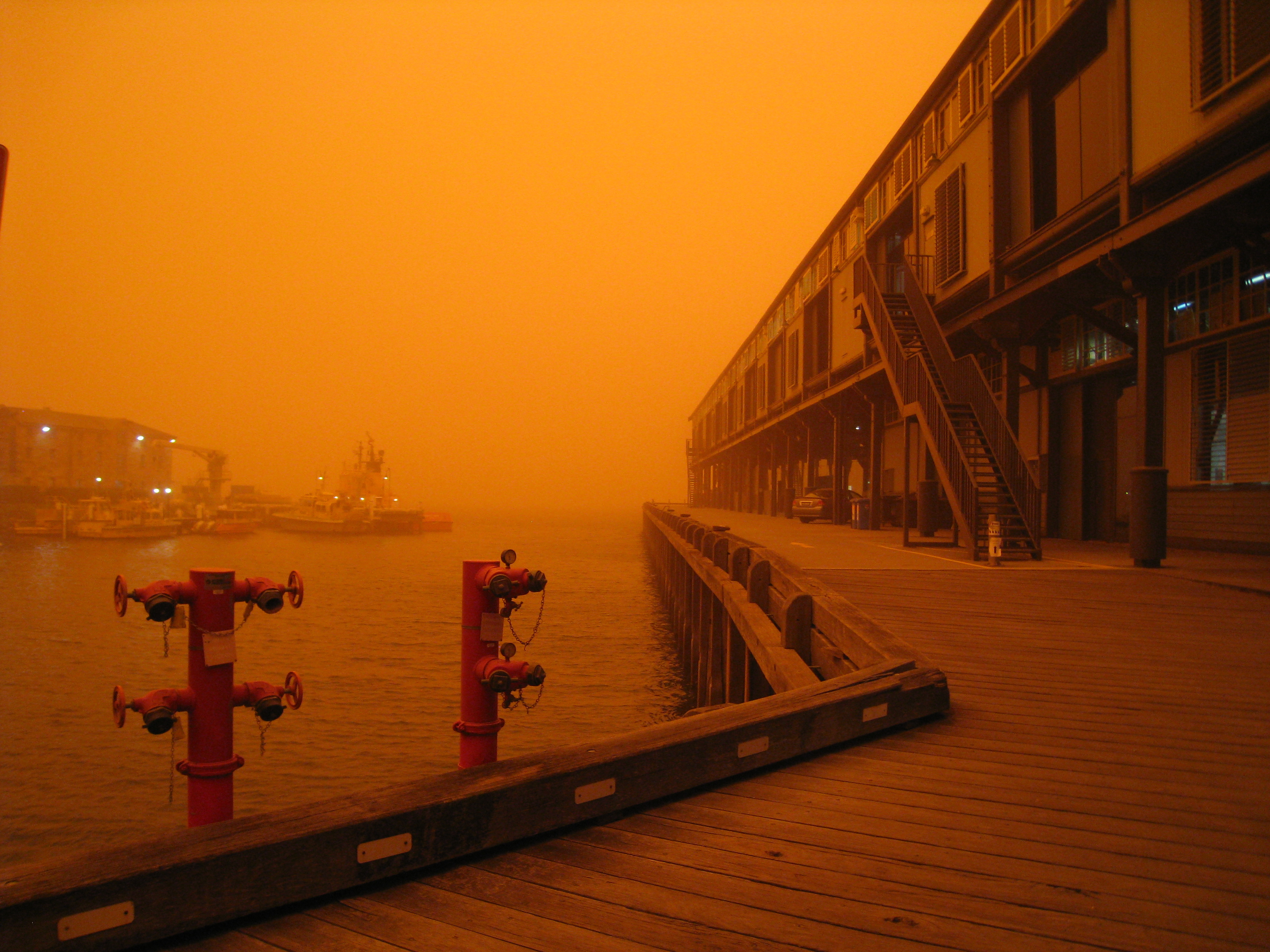
Sydney
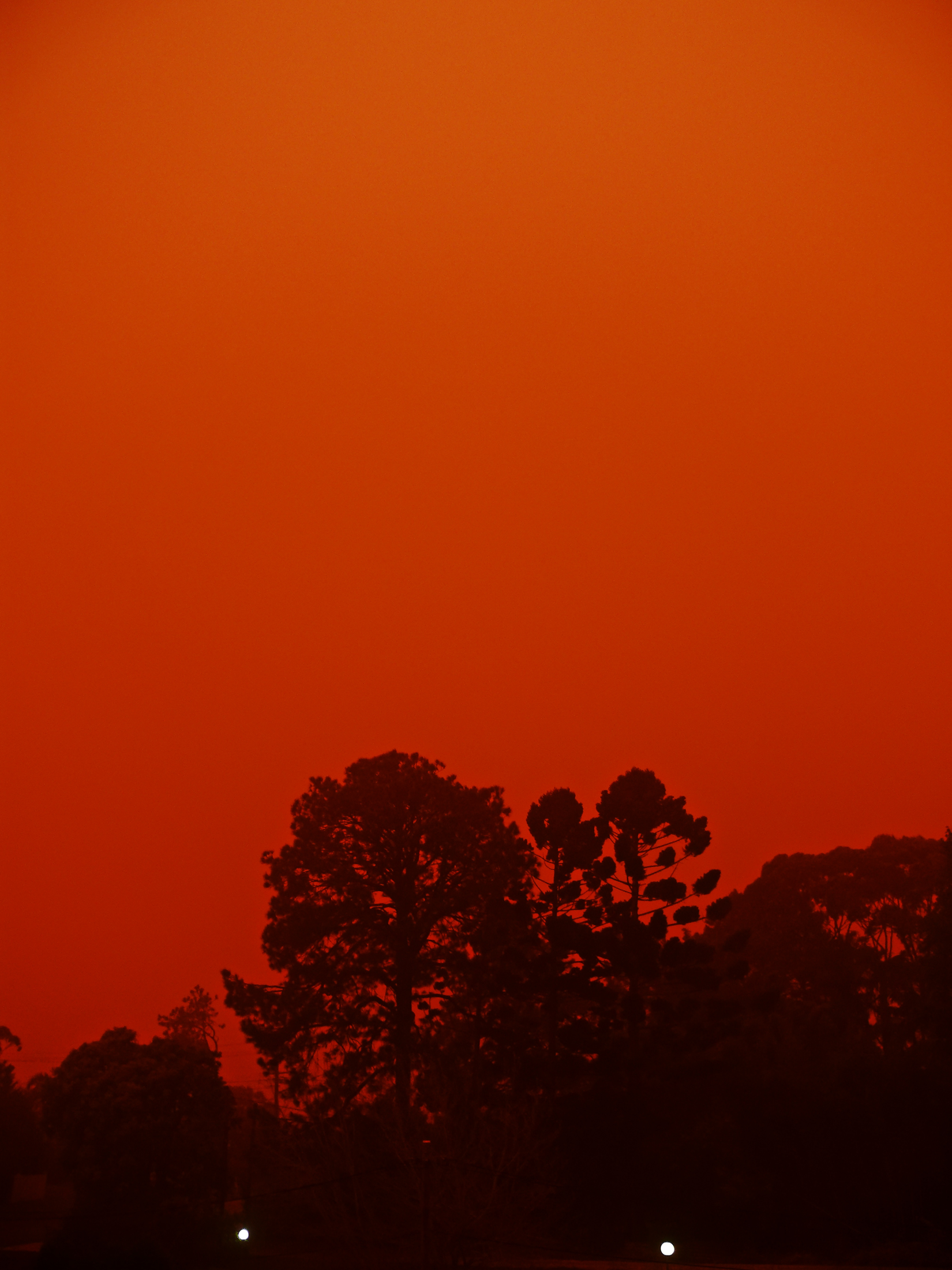
Sydney
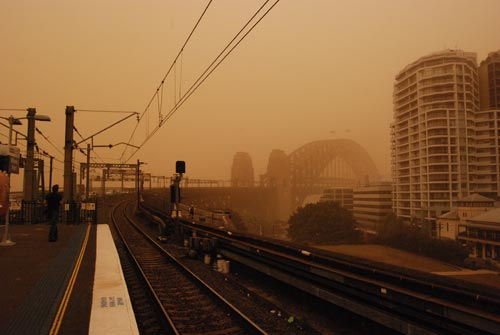
Sydney
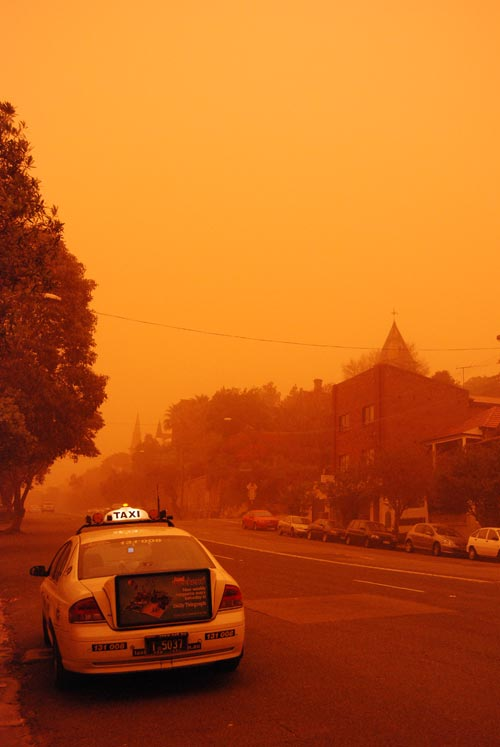
Sydney
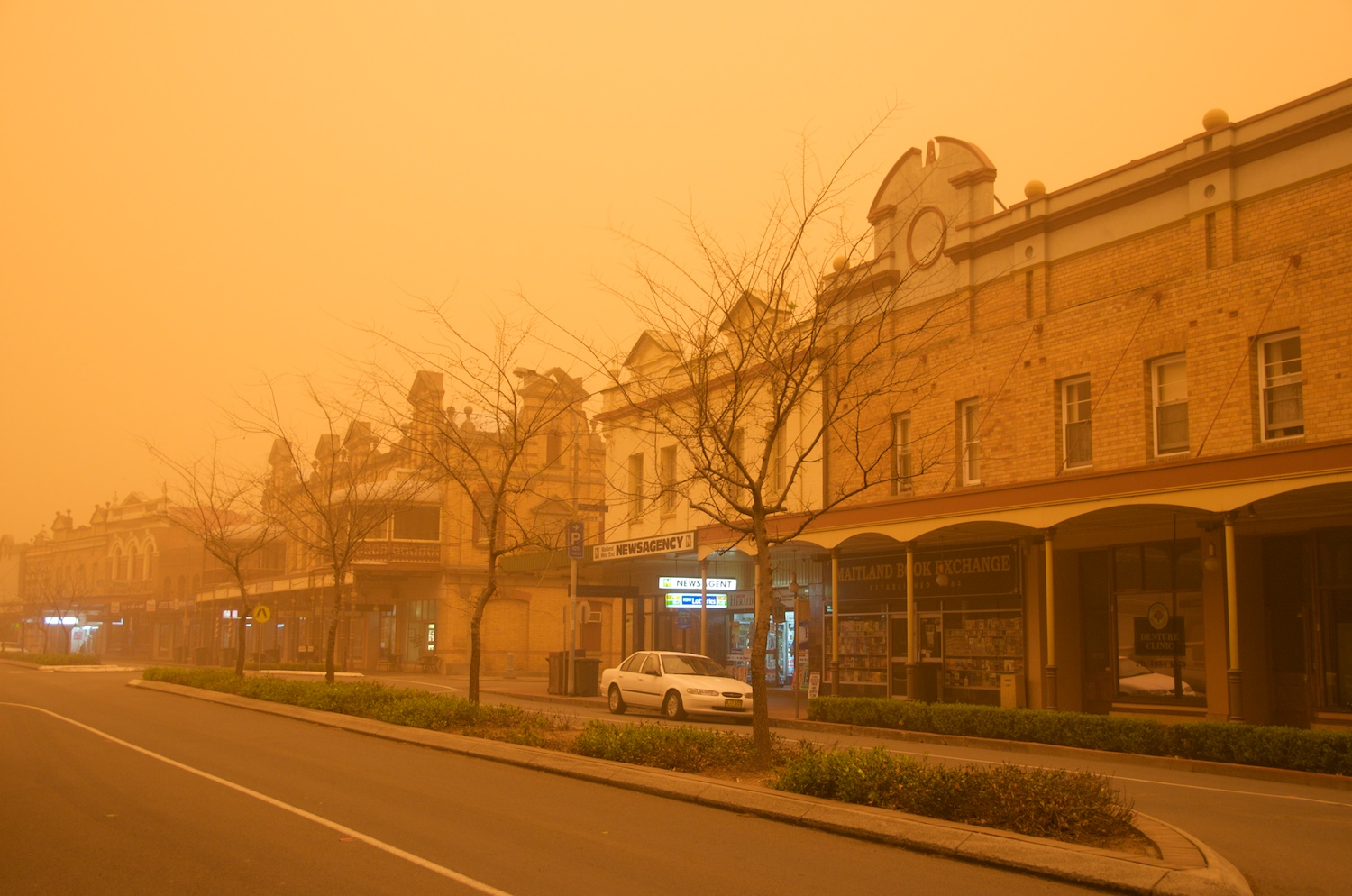
Maitland, Nova Gal·les del Sud
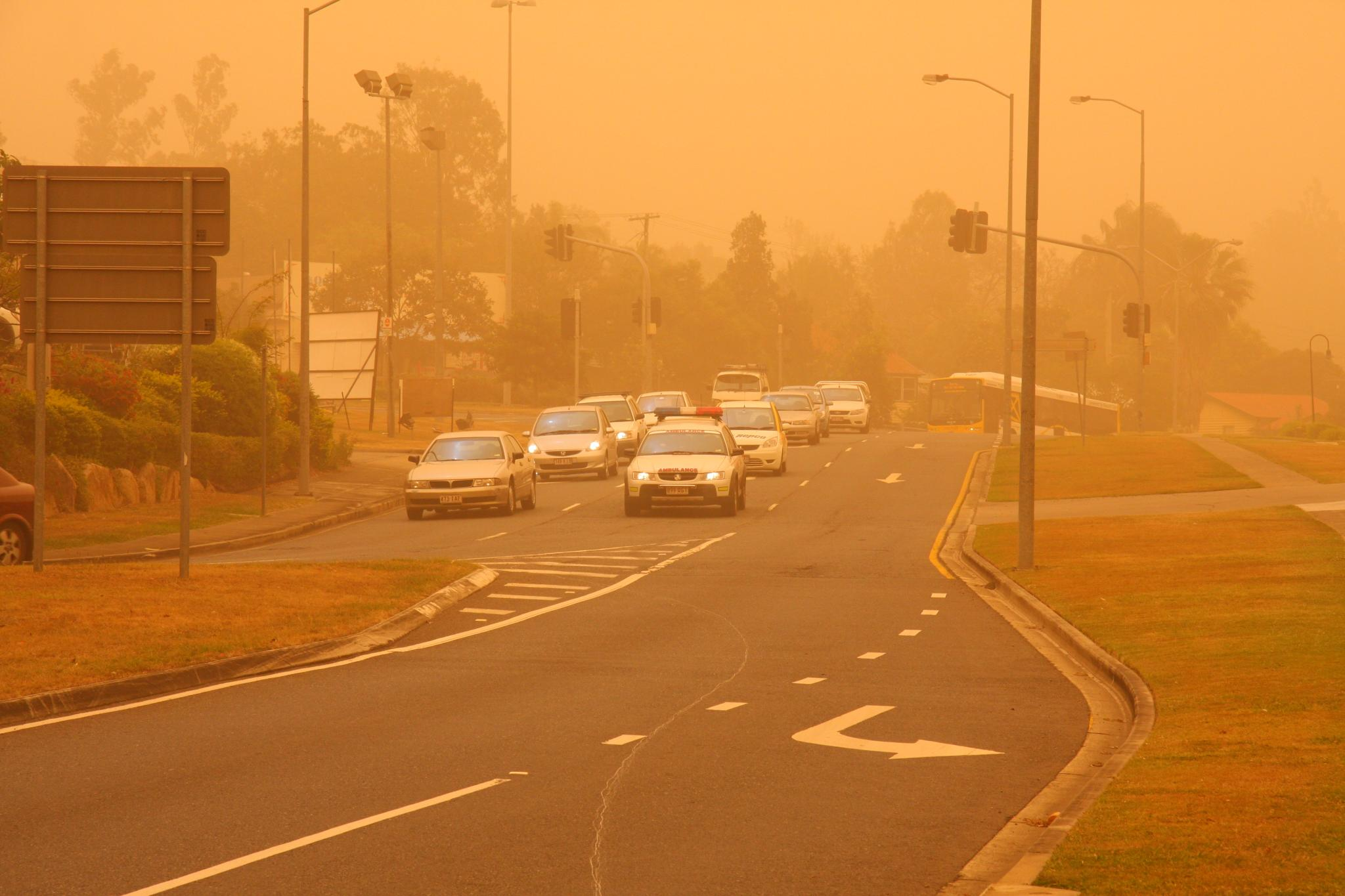
Indooroopilly, Queensland
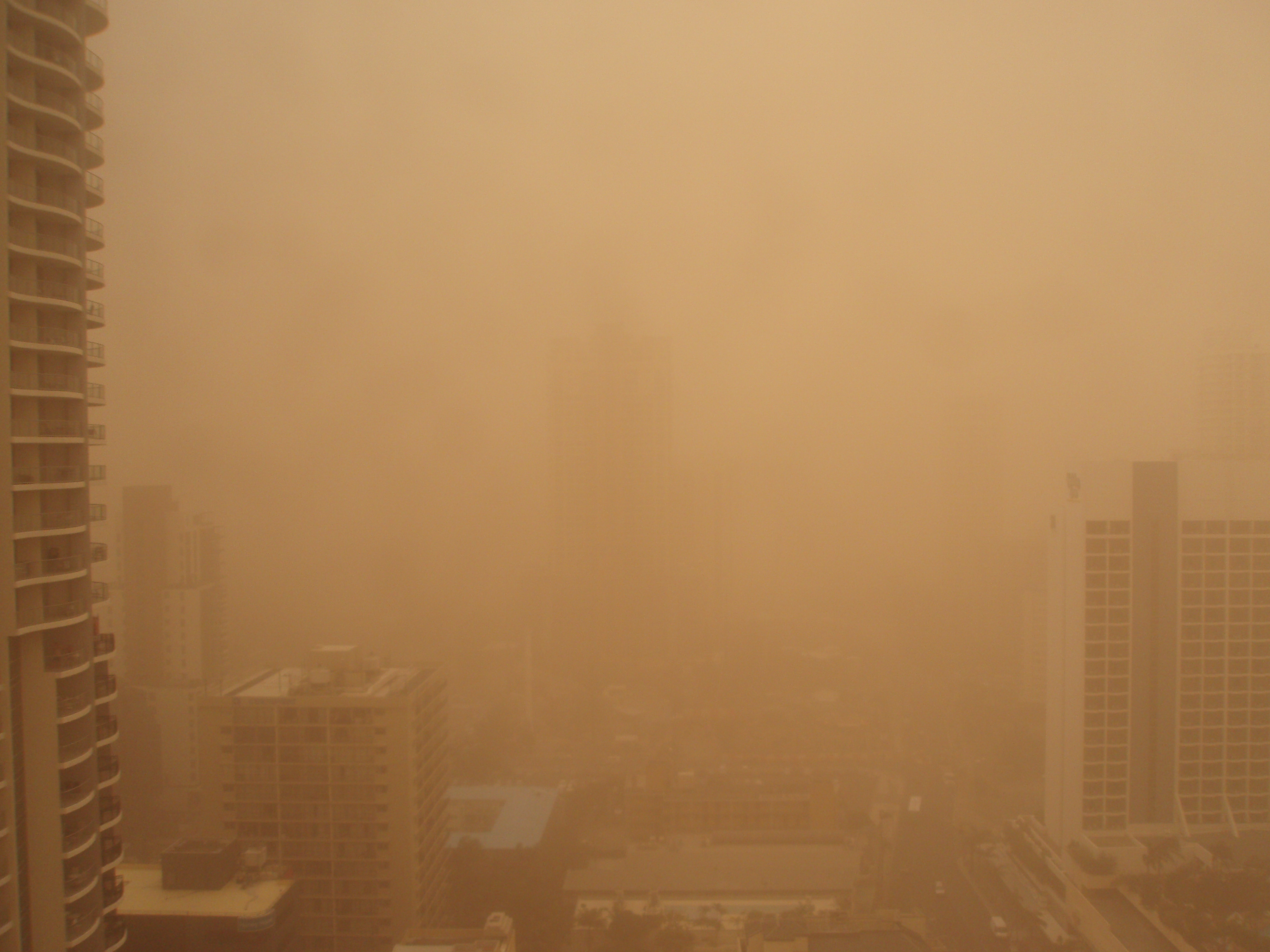
Surfers Paradise,Queensland
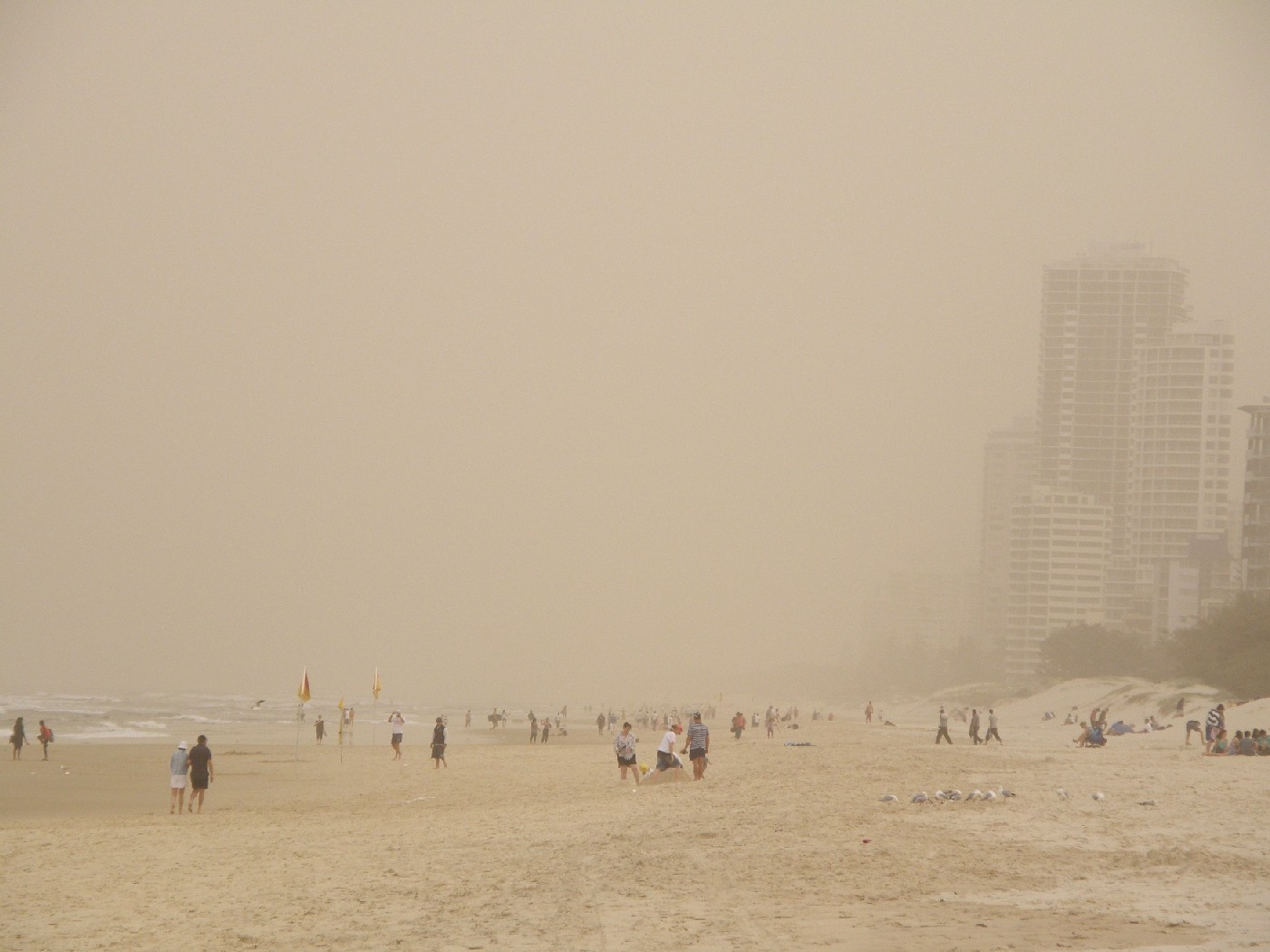
Surfers Paradise beach, Queensland